# Patronatge a l'antiga Roma
El patronatge o clientela era la relació que s'establia a l'antiga Roma entre el patró (patronus) i el seu client (cliens).
La relació era jeràrquica, però les obligacions eren mútues. El patró era el benefactor i el patrocinador del client, en una relació que s'anomenava patrocinium. Normalment el client era d'una classe social inferior, però podien tenir el mateix rang social. El patró era més ric, més poderós o més prestigiós i això li permetia ajudar al client. Des de l'emperador, en el loc més alt de la societat, fins al plebeu, els vincles entre patró i client estaven molt ben establerts. les relacions de patronatge no es donaven només entre dues persones, existia aquesta mena de relació entre un general i els seus soldats, un fundador d'una colònia i els colons i un conqueridor i la població que havia conquerit.
El patró representava al client davant dels tribunals, li prestava diners i amb la seva influència l'ajudava en els negocis o en el casament de les filles. Li donava suport també si el client es presentava a un càrrec polític o sacerdotal. A canvi d'aquests serveis, el client acompanyava al patró a Roma o a la guerra, l'havia de rescatar si era capturat i li donava suport a les campanyes polítiques. Les relacions entre patró i client es feien cada dia en l'anomenada salutatio matutina, on el client es presentava a casa del patró a primera hora del matí. El patró rebia els seus clients a l'atri de casa seva i tots junts anaven després cap al fòrum. La quantitat de clients donava prestigi al patró. El client era considerat un membre menor de la gens del patró, que col·laborava amb tota la família i contribuïa a les despeses de tots. Estava sotmès a la disciplina de la gens i a la seva jurisdicció, i tenia dret a ser enterrat en un sepulcre comú. La fidelitat entre client i patró es basava en principis morals, se suposaven de bona fe i de lleialtat per part del client i s'acceptaven com a derivats dels costums ancestrals. La relació de patronatge era com una xarxa, ja que de vegades el patró era client d'un personatge superior i un client podia tenir més d'un patró, cosa que de vegades el posava en conflicte entre dos patrons amb interessos oposats. Les relacions de patronatge creaven relacions socials molt complexes.

## Patrons i lliberts
Quan es donava la manumissió a un esclau, es creava una nova relació entre el manumissor i l'esclau, similar a la que existia entre pare i fill. El manumissor passava a ser el patró de les persones manumeses que eren lliberts del manumissor. La paraula patronus que derivava de pater donava idea de la relació. Si la manumissora era una dona llavors era la patrona i no la matrona.
El llibert adoptava el nomen del manumissor. Els lliberts devien respecte i gratitud al seu patró i aquest els podia castigar si no complien els seus deures; l'obligació s'estenia als fills dels lliberts en relació als fills dels patrons. El patró podia relegar fora de Roma als lliberts que mostraven ingratitud, probablement després d'una llei del temps d'August; en temps de Neró es va proposar un senatusconsultum que donava al patró la possibilitat de retornar al seu llibert a l'esclavitud per la seva mala conducta però finalment no es va aprovar fins a l'època dels darrers emperadors. La llei Aelia Sentia donava al patró el dret de castigar el llibert per ingratitud. Els ingrats (ingratus) eren anomenats libertus impius.
Un llibert no podia fer acusacions greus contra el patró; els lliberts havien de donar suport als seus patrons en cas de necessitat, i dirigir la seva propietat i la tutela dels seus fills en cas de mort, i si refusaven eren ingrats. Si els manumissors eren més d'un tots es convertien en el patró del llibert. El patró podia exigir del llibert el jurament o un contracte on s'establien els serveis anomenats dona et munera i operae. Les operae podien ser officiates (respecte i amor) i fabriles (materials), les primeres només pel patró i les segones seguien vigents en temps dels fills o hereus d'aquest.
El patró no podia encarregar serveis al llibert que fossin difícils o perillosos per la vida, com la prostitució o la lluita. Hi havia algunes limitacions al dret del patró quan la llibertat es donava per testament en fideïcomís. Si la manumissió es donava perquè una persona comprava la llibertat de l'esclau amb diners donats per aquest mateix esclau, el primer amo no tenia drets de patró.
El patró havia de donar suport al seu llibert en cas de necessitat i si no ho feia perdia els seus drets patronals. La relació patronal es podia extingir de comú acord. El dret més important dels patrons eren les propietats dels lliberts especialment si morien intestats. En cas d'intestat i mort sense hereus propers, el patró era l'hereu; en cas de testament encara conservava alguns drets. L'ordre de successió es va establir per edicte en temps de Claudi: els fills, els hereus testamentaris, els descendents, el patró i la seva família, el marit o esposa del llibert, i els col·laterals.
Inicialment les llibertes no podien disposar de la seva propietat sense consentiment del patró, però més tard aquesta limitació se suspenia si tenia quatre fills però el patró conservava el dret sobre una part dels béns. Si moria intestada la patrona que tenia fills perdia tots els drets, però si no tenia fills, ho heretava tot i si tenia només un fill tenia els mateixos drets que el patró.